# Janusz Jedynak
Janusz Jedynak (ur. 14 stycznia 1964 we Wrocławiu) – piłkarz, obecnie trener bramkarzy.

## Kariera piłkarska
Janusz Jedynak od sezonu 1976/77 występował w juniorskiej drużynie Śląska Wrocław, lecz dopiero wiosną 1983 roku dostał szansę gry w pierwszym zespole. Do końca sezonu stanął między słupkami w sumie pięć razy, w sezonie 1983/84 miał już pewne miejsce w bramce swojego zespołu. Do jesieni 1989 roku pozostał w Śląsku, lecz w zimowym okienku transferowym odszedł do drugoligowej austriackiej drużyny VfB Mödling. Po trzech latach wrócił do Wrocławia, gdzie jednak przez cały sezon nie zagrał żadnego meczu. Od sezonu 1993/94 występował w Olimpii Poznań, skąd ponownie przeniósł się do Śląska. Tam jednak nie zdołał już wywalczyć sobie miejsca w pierwszym składzie i ostatecznie w 1997 roku zakończył karierę.

## Kariera trenerska
Pierwszym klubem, w którym szkolił bramkarzy był SMS Sport Contact Wrocław, następny przystanek w pracy trenerskiej Jedynaka to klub, którego jest wychowankiem - Śląsk Wrocław. Później zalicza krótkie epizody w Gawinie Królewska Wola i AZS-ie Warszawa. W styczniu 2007 roku trafił do Jagiellonii Białystok. Od rundy wiosennej sezonu 2008/2009 trenował bramkarzy w MKS Oława.
Aktualnie Janusz Jedynak jest trenerem bramkarzy w KKS Polonia Wrocław. Od sezonu 2011/2012 został II trenerem, a jednocześnie trenerem bramkarzy w Czarnych Żagań.
Wychowankiem Janusza Jedynaka jest między innymi Tomasz Kuszczak – obecnie piłkarz Brighton & Hove Albion F.C., który w 2008 roku wygrał Ligę Mistrzów z Manchesterem United.

## Występy
- 121 spotkań w Ekstraklasie
- 10 spotkań w reprezentacji juniorów
- 8 spotkań w reprezentacji młodzieżowej
- 11 spotkań w reprezentacji olimpijskiej

## Sukcesy
- Zdobycie Pucharu Polski w 1987 roku.
- Zdobycie Mistrzostwa Polski Juniorów w 1981 roku.